# Szabó Aladár (atléta)
Szabó Aladár (Csögle, 1931. január 1. – Győr, 2002. november 12.) magyar bajnok atléta, magasugró, tízpróbázó, súlylökő.

## Életpályája
1949 és 1950 között a Postás, 1950 és 1957 között a Vasas ETO, 1954-ben a Győri Dózsa atlétája, mint magasugró, tízpróbázó és súlylökő. 1951 és 1953 között a válogatott keret tagja volt.
A civil életben 1950-től a Győri Vagongyár, illetve a Rába Művek Vagon- és Gépgyárának a munkatársa. 1980-tól üzemrendészeti osztályvezető volt.

## Sikerei, díjai
Magasugrás
- Magyar bajnokság
  - bajnok:  1952 (1,85 m), 1953 (1,84)
  - 3.: 1951 (1,80 m)

Tízpróba
- Magyar bajnokság
  - bajnok: 1957 (4774 pont)
  - 3.: 1955 (4670 pont)